# 神明社 (さいたま市北区)

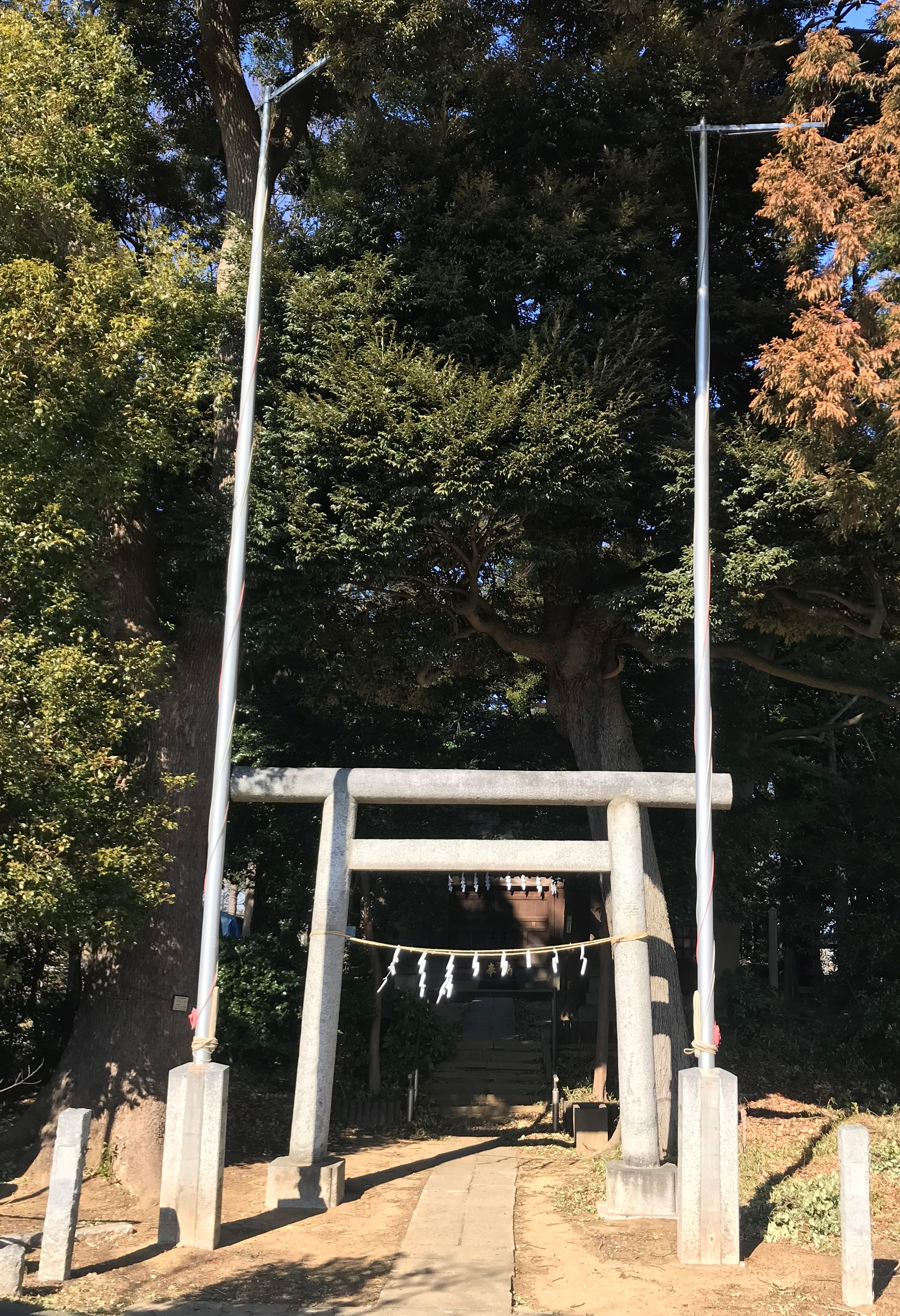
鳥居

神明社（しんめいしゃ）は、埼玉県さいたま市北区の神社。

## 歴史
創建年代は不明である。ただ中世以降に興隆した伊勢信仰に基づき創建されたものと推測される。
「浄職院」が別当寺であった。浄職院は真言宗の寺院であったが、明治初期の神仏分離により、廃寺に追い込まれた。現在は「土呂阿弥陀堂」として現存している。
1873年（明治6年）、近代社格制度に基づく「村社」に列せられ、1907年（明治40年）の神社合祀により、周辺の5社が合祀された。

## 交通アクセス
- 土呂駅より徒歩8分。